# Setina signata
Setina signata är en fjärilsart som beskrevs av Moritz Balthasar Borkhausen 1789. Setina signata ingår i släktet Setina och familjen björnspinnare. Inga underarter finns listade i Catalogue of Life.